# Kuno Yasu
Kuno Yasu (japanisch 久野 寧; geboren 30. März 1882 in Nagoya (Präfektur Aichi); gestorben 30. Dezember 1977) war ein japanischer Physiologe und weltweit der erste, der sich mit dem Phänomen Schwitzen eingehend auseinandersetzte.

## Leben und Wirken
Kuno Yasu machte 1903 seinen Abschluss an der „Medizinischen Hochschule Aichi“  (愛知県立医学専門学校, Aichi kenristsu Igau semmon gakkō). Nachdem er sein Studium an der Universität Tōkyō und Universität Kyōto fortgesetzt hatte, wirkte er an der „Nanman igaku-dō“ (南満医学堂) und anschließend an der „Manshū ika daigaku“ (満州医科大学). Von 1937 bis 1955 lehrte er an der Universität Nagoya.
Kuno wurde bekannt mit seiner Veröffentlichung „The Physiology of Human Perspiration“, die 1934 in London publiziert wurde. 1941 wurde er von der Akademie der Wissenschaften mit dem kaiserlichen Förderpreis (恩賜賞, Onshi-shō) ausgezeichnet. 1946 publizierte er „Schweiß“ (汗、Ase), 1948 wurde er Mitglied des „Science Council of Japan“, 1949 Mitglied der Akademie. Kuno war auch in der Vitamin-Forschung aktiv.
1963 wurde Kuno als Person mit besonderen kulturellen Verdiensten geehrt und im selben Jahr mit dem Kulturorden ausgezeichnet.